# 1956年コルチナ・ダンペッツオオリンピックのスイス選手団
1956年コルチナ・ダンペッツオオリンピックのスイス選手団（1956ねんコルチナ・ダンペッツオオリンピックのスイスせんしゅだん）は、1956年1月26日から2月5日まで、イタリアのコルティーナ・ダンペッツォで開催された1956年コルチナ・ダンペッツオオリンピックのスイス選手団、およびその競技結果。

## 概要
今大会は金メダル3個、銀メダル2個、銅メダル1個の合計6個のメダルを獲得した。

## メダル
| メダル | 選手名                                                                                  | 競技           | 種目        |
| ------ | --------------------------------------------------------------------------------------- | -------------- | ----------- |
| 金     | マドレーヌ・ベルトート                                                                  | アルペンスキー | 女子滑降    |
| 金     | レネ・コリヤール                                                                        | アルペンスキー | 女子回転    |
| 金     | フランツ・カプス ゴットフリート・ディーナー ローベルト・アルト ハインリッヒ・アングスト | ボブスレー     | 男子4人乗り |
| 銀     | レーモン・フェレー                                                                      | アルペンスキー | 男子滑降    |
| 銀     | フリーダ・デンツァー                                                                    | アルペンスキー | 女子滑降    |
| 銅     | マックス・アングスト ハリー・ヴァールブルトン                                           | ボブスレー     | 男子2人乗り |